# Leo Kolber
Ernest Leo Kolber (ur. 18 stycznia 1929 w Montrealu, zm. 9 stycznia 2020 tamże) – kanadyjski polityk, senator.

## Działalność polityczna
Był politykiem Liberalnej Partii Kanady i od 23 grudnia 1983 do 18 stycznia 2004, kiedy ukończył 75 lat, będąc reprezentantem Victorii w prowincji Quebec zasiadał w Senacie.